# Ульфат Идлиби
Ульфа́т Идлиби́ (араб. إلفة الإدلبي‎) (Ulfat al-Ādlibi), (15 ноября 1912 — 21 марта 2007) — сирийская писательница, автор более 20 крупных литературных произведений, профессор. Прадед Ульфат — шейх Мухаммад Халаби (الشيخ محمد حلبي), рутулец по происхождению — прибыл в Турцию как эмиссар имама Шамиля и полномочный посланник к турецкому султану. После оккупации Российской империей Дагестана, её дед Мухаммад Халаби вместе со своей семьей переселился в Дамаск и остался там.
Работы писательницы получили мировую известность, многие из её рассказов переведены на более чем 10 международных языков, включая английский, итальянский, испанский, немецкий, русский, китайский, турецкий и узбекский. Некоторые из её произведений приняты для обучения в университетах США, Испании, Китая, Узбекистана и России. В Москве переведена на русский язык её книга «Рассказы дедушки». Ульфат является одной из самых популярных авторов романов на арабском языке. Она написала книги, которые стали бестселлерами в арабско-говорящем мире, такие как роман «Дамаск — Улыбка Печали» («Dimashq ya Basimat el Huzn», 1980), который был переведен на многие языки и был экранизирован как «Basimat al Huzn» (телесериал). Книга Идлиби «Дамаск — Улыбка Печали» в переводе Питера Кларка (Ulfat Idilbi. Sabriya: Damascus Bitter Sweet. trans. Peter Clark, 1997) входит в Топ-10 современной арабской литературы в переводе.

## Биография
Ульфат Идлиби родилась 15 ноября 1912 года в районе Эс-Салихия (الصالحية), расположенном у подножия горы Кассиюн близ Дамаска (Сирия).
Её мать, Наджиба аль-Дагестани, родом из Дагестана, внучка Мухаммада Халаби. Отец — Абу Аль-Хайр Умар Паша, родом из Дамаска.
В семье Ульфат было 2 детей, она и её брат. Также с ними жили 4 её двоюродных братьев.
Предки Ульфат уехали из Дагестана ещё в годы Кавказской войны. Ульфат Идлиби из пятого поколения основателя рода, шейха Мухаммада Халаби, двоюродная сестра Талеба Дагестани. Шестидесятилетний шейх Мухаммад Халаби попал в Турцию как эмиссар имама Шамиля и его полномочный посланник к турецкому султану Махмуду II. Он, вместе со своей семьей, был вынужден покинуть родину и переселиться в Дамаск на постоянное место жительства, после того как получил от султана отказ в поддержке муджахидов Дагестана и Чечни в их борьбе за освобождение от российской оккупации.
В детстве Ульфат стала свидетельницей французской оккупации Сирии (Французский мандат в Сирии и Ливане, 1920), которая привела к бомбардировкам Дамаска. Ульфат и её братья стали участниками сирийской революции на стороне сирийского народа.
Начальное образование получила в подготовительной школе для девочек.
С 1920 году преподавание в ее школе стало вестись на арабском языке.
Когда король Фейсал I вернулся из Парижа, она вышла встречать его в школьной форме, специально приготовленной для этого исторического события.
В 1921 году она заболела брюшным тифом и чудом выжила, что отсрочило ее зачисление в школу на целый год. После выздоровления она поступила в школу «Аль-Афиф», расположенную недалеко от ее дома, и стала там одной из выдающихся и ведущих учениц. Среди ее учителей были Абу аль-Сауд Мурад, Садик ан-Накшбанди и Мухий ад-Дин ас-Сафражлани. Ее класс был немногочисленным и не превышал 16 учеников.
В 1927 году получила аттестат начального образования.
Занималась самообучением, часто читала книги в библиотеке её дяди Казема Дагестани. Знала наизусть многие стихи. В библиотеке читала по 10 часов в день древнюю и современную литературу. Самым любимым жанром была художественная литература. Прочитала все произведения таких арабских авторов как Махмуд Теймур, Тауфик аль-Хаким Хусейн, Таха Хусейн, Михаил Нуайме, Джебран Халиль Джебран, Марун Аббуд, Мааруф Ахмед Аль-Арнаут, Ибрагим Абдель Кадер Мезни, а также книги авторов мировой литературы: Оноре де Бальзака, Льва Толстого, Фёдора Достоевского.
В 1932 году, в возрасте 17 лет Ульфат вышла замуж за физиолога, доктора Хамди аль-Идлиби (родом из Идлиба), получившего образование в Германии. У них родились 3 детей (дочь и два сына): Лейла, Ясир (1932) и Зияд (1937). Ульфат, взяла фамилию мужа, хотя, обычно, замужние женщины в Сирии сохраняли свои девичьи фамилии.
Ещё в подростковом возрасте она начала писать и публиковать рассказы в журналах. Впоследствии она начала писать и издавать истории о сирийском движении сопротивления, особенно относительно несправедливости агрессора и людей, которые были вовлечены в борьбу за свои жизни, свободу и независимость их страны, которая уже была опустошена по правилу Османской Империи.
Её перу принадлежит более 20 крупных литературных произведений. Некоторые из них переведены на русский язык.
В течение 10 лет работала в Комитете Верховного Совета Искусства и Литературы. Короткий период времени работала в Комитете по моральной цензуре в Арабском фонде кинематографии в Сирии. Была членом Ассоциации арабских писателей, представителем ассоциации в Чехословакии и Китае.
Приняла участие в ряде конференций по положению женщин. В том числе: Пятой конференции Союза арабских женщин, которая состоялась в Бейруте в 1962 г.; в конференции в Багдаде в 1969 г.; а также в конференции в Марокко в 1989 г. Принимала участие во множестве арабских и международных литературных семинарах, симпозиумах, дискуссиях по радио, телевидению и в прессе. Выступала с десятками лекций в литературных и культурных центрах.
В 1947 году Ульфат получила награду от Арабской службы BBC за лучший роман в арабском мире. Первый из нескольких томов её романов (рассказов) был опубликован в 1954 году и представлен мастером современной арабской литературы, египтянином Махмудом Теймуром.
В 1948 году она присоединилась к группе женщин, которые участвовали в кампании по спасению и помощи населению пострадавшему в «Накба» и усердно работали над поиском решений для расселения этих групп населения.
В 1967 и 1973 годах участвовала в помощи семьям шахидов после войн в Сирии и Алжире.
По её роману «Дамаск, Улыбка Печали» («Damascus, Smile of Sadness») в 2007 году был снят одноимённый фильм, режиссёра Махира Каддо (Maher Kaddo), продюсирован Национальной Кино-Организацией (National Film Organization).
По признанию самой писательницы, её главным учителем, оставившим богатейший архив, был прадедушка, шейх Салах. Ребёнком он покинул Дагестан и глубоким стариком умер в Дамаске с тоской по родине.
Писательница знала нравы, обычаи своих дагестанских предков и историю русско-кавказской войны. Посетила родину предков — Рутульский район, село Шиназ.
Её работы вдохновили детскую писательницу Надин Каадан.
Старость Ульфат была омрачена смертью в 1995 году её сына, банкира Зияда Идлиби (1937—1995).
Последнее десятилетие своей жизни Ульфат провела между Дамаском и Парижем, где она жила со своей дочерью Лейлой. Умерла в Париже, в 2007 году, в возрасте 94 лет. Похоронена в Дамаске.

## Творчество
Ульфат Идлиби оставила после себя большое культурное наследие в виде романов, рассказов, эссе и литературных исследований, отличающихся реализмом и ориентацией на восточную жизнь.
Свой первый рассказ под названием «Последнее решение» она написала в 1947 году. Рассказ участвовал в конкурсе Лондонского радио и получил третью премию.
Книга «Рассказы моего деда» посвящена жизни её прадеда Мухаммада Халаби.
В рассказе «Господь милосерден» Ульфат Идлиби пишет об одном из эпизодов патриотической деятельности своего дяди Закарьи Дагестани, бывшего заместителя начальника тюрьмы Дамаска, тайно освобождавшего заключённых сирийских патриотов во время французской оккупации Сирии.
В романе «Прощай, Дамаск!» она обращается к теме своего родного города и восстает против некоторых реставраций, которые кажутся ей неуважением к архитектурному наследию города.

### Дамаск — улыбка печали
«Дамаск — улыбка печали» — самый известный роман Ульфат Идлиби, получивший множество наград и экранизированный на телевидении.
Роман рассказывает историю о девочке Сабрии (героиня романа), которая растет во времена общенационального хаоса (1920-е), вызванного французской оккупацией Сирии. Рассказ был опубликован в 1981 году, когда Ульфат было 68 лет. В 1995 году рассказ был переведен на английский как Sabriya: Damascus Bitter-Sweet и опубликован. История была экранизирована как сериал на сирийском телевидении.
Романы
- 1947: «القرار الأخير» (аль-Карар аль-ахир, 1947) — «Последнее решение»
- 1954: «قصص شامي» (Кисас шами, 1954) — «Левантийские истории»
- 1963: «وداعاً يا دمشق» (Вадаан йа Димашк, 1963) — «Прощай, Дамаск!»
- 1974: «يضحك الشيطان» (Йадхак аш-Шайтан, 1974) — «Смех Дьявола»
- 1974: «نظرة في أدبنا الشعبي» (Назарат фи адабина аш-шааби, 1974) — «Размышления о нашей популярной литературе»
- 1976: «عصي الدمع» (Аси ад-дам, 1976) — «Мятеж слёз»
- 1981: «دمشق يا بسمة الحزن» (Димашк йа басмат аль-хузн, 1981) — «Дамаск — улыбка печали»
- 1990: «نفحات دمشقي» (Нафахат Димашки, 1990) — «Ароматы Дамаска»
- 1999: «حكاية جدي» (Хикайат джадди, 1999) — «История моего дедушки»